# Lương Nguyên
Đặng Tuấn Nhuệ, bút danh Lương Nguyên, (1946 -) là một nhà báo, nhạc sĩ Việt Nam, ông được biết đến nhiều vào cuối thập niên 1990 và đầu thập niên 2000 khi tham gia dẫn chương trình truyền hình như Làng vui chơi, làng ca hát và Câu lạc bộ Bạn yêu nhạc của Đài Truyền hình Việt Nam và Đài Tiếng nói Việt Nam.

## Tiểu sử
Lương Nguyên có tên đầy đủ là Đặng Tuấn Nhuệ, sinh ngày 26 tháng 5 năm 1945, quê quán Chương Mỹ, Hà Tây. Vì hoàn cảnh gia đình nghèo khổ nên khi nghe tin Nhạc viện Hà Nội tuyển sinh có học bổng, ông đã xin nhập học để giảm bớt gánh nặng cho gia đình.

## Sự nghiệp
Ông tốt nghiệp bộ môn Sáo của Khoa Nhạc cụ dân tộc, Nhạc viện Hà Nội, sau đó về công tác biên tập viên âm nhạc tại Ban Âm nhạc, Đài Tiếng nói Việt Nam. Ông đã dành thời gian học tiếng Pháp và tiếng Anh vì yêu thích nhạc nước ngoài.
Năm 1970, ông đề xuất với Đài Tiếng nói Việt Nam về ý tưởng sưu tầm âm nhạc dân tộc trên cả nước. Từ năm 1971, ông là cộng tác viên của các Xưởng Phim Quân đội và Thời sự – Tài liệu Trung ương. Viết nhạc cho các phim hoạt hình. Ông sáng tác và dàn dựng các chương trình nghệ thuật cho các đoàn và nghiên cứu nhạc dân tộc các vùng miền. Viết các bản hòa tấu và phần đệm đàn cho Dàn nhạc Dân tộc Đài Tiếng nói Việt Nam. Ông bắt đầu sử dụng bút danh Lương Nguyên khi trong khoảng 10 năm ông không được tăng lương.
Năm 1998, ông bắt đầu dàn dựng chương trình Làng vui chơi, làng ca hát trên đài phát thanh, thời gian ngắn sau đó Đài truyền hình Việt Nam tham gia ghi hình phát sóng chương trình.
Lương Nguyên từng giữ vị trí Phó ban Âm nhạc Đài Tiếng nói Việt Nam. Ông được phong tặng danh hiệu Nghệ sĩ Ưu tú năm 2001 và nghỉ hưu từ năm 2004.
Nghệ sĩ Lương Nguyên có bộ sưu tầm hàng nghìn bản thu các tác phẩm âm nhạc dân tộc từ nhiều nơi trên cả nước (Việt Nam).

## Gia đình
Lương Nguyên có vợ là một nhạc công của Đài Tiếng nói Việt Nam, con trai ông là nhạc sĩ Đặng Tuệ Nguyên.

## Sáng tác
- Bài thơ chiều
- Bức thư Thái Bình
- Đôi mắt
- Mèo trắng – mèo đen

## Giải thưởng
- Huân chương Kháng chiến hạng Ba
- Huy chương Vì sự nghiệp Phát thanh
- Huy chương Vì sự nghiệp Báo chí
- Giải thưởng Hội Nhạc sĩ Việt Nam